# Get Smart, Again!
Get Smart, Again! is een Amerikaanse televisiefilm uit 1989, gebaseerd op de televisieserie Get Smart. De film is ook op dvd uitgebracht door verschillende uitgevers.
De film werd geregisseerd door Gary Nelson. Alle nog levende acteurs van Get Smart werkten mee aan de film.

## Verhaal
CONTROL, de geheime dienst waar Maxwell Smart voor werkte, is in de jaren 70 opgeheven nadat de KAOS-organisatie haar activiteiten staakte. Wanneer KAOS echter plotseling toch weer opduikt, wordt Smart door commandant Drury weer in actie geroepen. KAOS heeft het voorzien op een Amerikaanse uitvinder en zijn laatste uitvinding, een weermachine. Hiermee willen ze de Verenigde Staten gijzelen en 250 miljard dollar losgeld eisen.
Drury is ervan overtuigd dat alleen Smart de kennis en ervaring heeft om KAOS te stoppen. Hij geeft Smart tevens toestemming om alle voormalige CONTROL-agenten op te roepen om hem te helpen bij de taak. Smart rekruteert Drury’s assistent Beamish, Larrabee en zijn vrouw, agent 99. De groep wordt tegengewerkt door KAOS-spionnen binnen de USIA, die elke beweging van Smart weten te voorspellen met behulp van kopieën van 99’s memoires.
Al snel lijkt Smarts oude aartsvijand, Siegfried, achter het hele plan van KAOS te zitten. Siegfried is echter zelf een pion in het plan, onder leiding van een nog hogere bevelhebber die hij zelf nooit heeft gezien. Deze bevelhebber blijkt uiteindelijk Nicholas Demente te zijn, 99’s uitgever.

## Rolverdeling
| Acteur          | Personage                                  | Opmerkingen      |
| --------------- | ------------------------------------------ | ---------------- |
| Don Adams       | Maxwell Smart                              |                  |
| Barbara Feldon  | Agent 99                                   |                  |
| Bernie Kopell   | Conrad Siegfried / Prof. Helmut Schmelding |                  |
| Richard Gautier | Hymie                                      |                  |
| Robert Karvelas | Larrabee                                   |                  |
| King Moody      | Shtarker                                   |                  |
| Harold Gould    | Nicholas Dimente                           |                  |
| Kenneth Mars    | Cmdr. Drury                                |                  |
| John de Lancie  | Maj. Waterhouse                            |                  |
| Steve Levitt    | Beamish                                    |                  |
| David Ketchum   | Agent 13                                   | als Dave Ketchum |
| Danny Goldman   | Dr. Denton                                 |                  |
| Roger Price     | Hottentot                                  |                  |
| Rachelle Carson | Lisa                                       |                  |

## Achtergrond
Dit was de tweede Get Smart-film. De film is minder bekend dan de eerste, The Nude Bomb, welke als bioscoopfilm werd uitgebracht. De gebeurtenissen uit The Nude Bomb worden in deze film echter genegeerd. De ondertoon van de film is meer in overeenstemming met de serie dan bij The Nude Bomb. Zo bevat de film net als de serie veel bizarre gadgets en politieke satire.
De film werd beter ontvangen dan de vorige. Het succes leidde ertoe dat in 1995 de serie Get Smart nieuw leven werd ingeblazen met een nieuwe gelijknamige serie. Deze laatste serie sloeg echter niet aan.